# Raja Ravi Varma

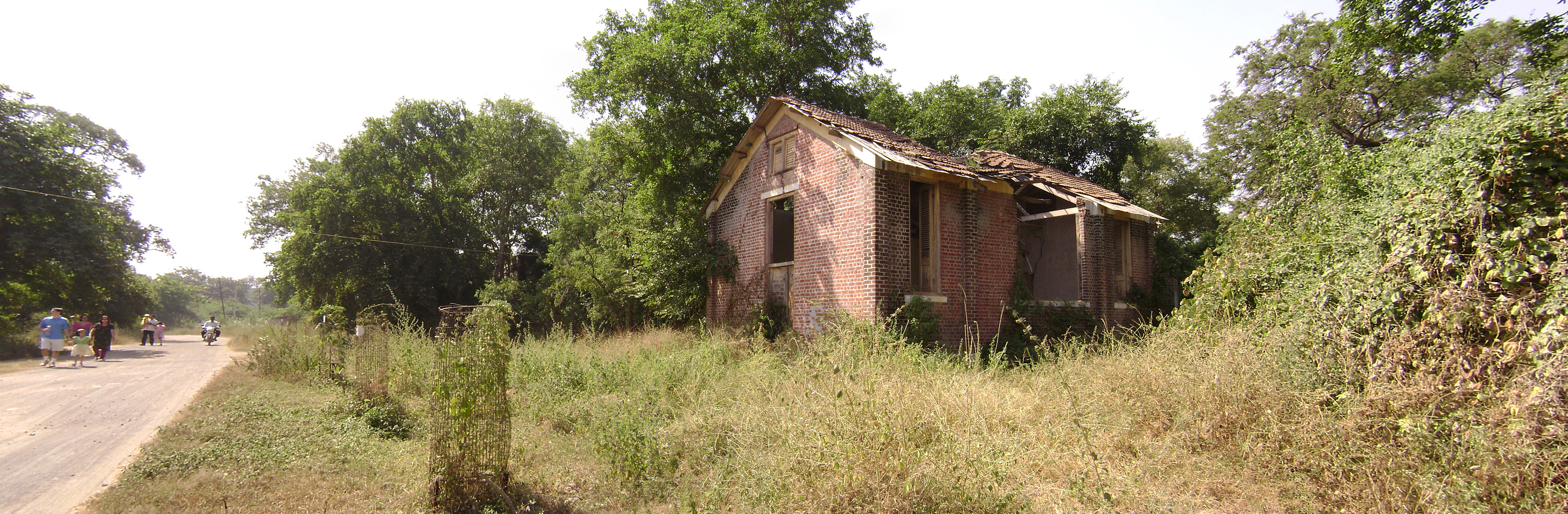
Lo studio che Varma utilizzò durante la sua permanenza a Palazzo Laxmi Vilas di Baroda

Raja Ravi Varma (in malayalam രാജാ രവി വര്മ്മ; Trivandrum, 29 aprile 1848 – Kilimanoor, 2 ottobre 1906) è stato un pittore indiano, nato sotto il dominio britannico, nello stato principesco di Travancore, oggi nel Kerala. È considerato un grande pittore per l'arte indiana e un artista di fama accademica a livello internazionale, per essersi reso promotore di un'integrazione pittorica fra tradizioni indiane e tecniche europee, divenne celebre grazie alle sue opere rappresentanti eventi topici della letteratura del suo paese, specialmente del Mahābhārata e del Rāmāyaṇa. Varma realizzò anche ritratti di donne che indossano sari, ancor oggi riprodotti e presenti in molte dimore e abitazioni.

## Biografia
Ravi Varma Koil Thampuran nacque a Palazzo Kilimanoor, da Neelakanthan Bhattatiripad, un affermato studioso, e dalla poetessa e scrittrice Umayamba, i cui scritti furono pubblicati postumi nella raccolta Parvati Swayamvaram da Varma. Ebbe tre fratelli, Goda nel 1854, Raja (C. Raja Raja Varma) nel 1860 e Mangala Bayi, che furono anch'essi pittori. Come da tradizione Marumakkathayam, il nome dello zio materno (Raja Raja Varma) venne anteposto al suo venendo così indicato come Raja Ravi Varma.
Varma fu alle dipendenze del Maharaja Ayilyam Thirunal prima di iniziare la sua educazione formale. Imparò i primi procedimenti sulla pittura a Madurai. In seguito fu discepolo di Rama Swami Naidu, che lo formò all'acquerello, e del ritrattista olandese Theodor Jenson per la pittura ad olio.
Varma ricevette un ampio consenso dopo aver vinto un premio per una mostra delle sue opere a Vienna nel 1873. Dipinti di Varma furono portati anche all'Esposizione Colombiana di Chicago nel 1893, dove si aggiudicò tre medaglie d'oro.
Girò per il suo paese alla ricerca di soggetti. Prese a modello delle donne locali dell'India meridionale per dipingere le sue dee indù.
Varma si sposò con Pururuttathi Nal Bhageerathi della Casa Reale di Mavelikkara, dalla quale ebbe cinque figli; due maschi e tre femmine. Il loro primogenito, Kerala Varma, che nacque nel 1876, scomparve misteriosamente nel 1912. Il secondo figlio, Rama Varma, del 1879, studiò arte alla J.J. School of Arts di Mumbai, si coniugò in seguito con Gowri Kunjamma, sorella del Dewan P.G.N. Unnithan.

Ayilyam Nal Mahaprabha, la figlia più grande, che appare in due celebri dipinti del padre, fu madre di Maharani Sethu Lakshmi Bayi e nonna del Maharaja Chithira Thirunal Balarama Varma. Ayilyam Nal Cheria Kochamma, la terzogenita nata il 1882, fu un'altra importante personalità dell'aristocrazia locale.
Avviò, su consiglio del Dewan Madav Rao, un'attività di stampe litografiche nel 1894 a Ghatkopar, oggi un quartiere periferico di Mumbai, poi si spostò a Malavli nel Maharashtra nel 1899. La casa venne gestita dal fratello di Varma, Raja Varma. Nel 1901 fu venduta al tecnico tedesco interno all'azienda, il signor Schleizer, che vi pose termine a causa della sua morte, avvenuta per un incidente incendiario. I principali temi delle oleografie furono per lo più scene tratte dal Mahābhārata, dal Ramayana e dai Purāṇa, divennero iconiche e continuarono ad essere stampati dopo la morte di Varma per molti anni.

## Riconoscimenti
Nel 1904, il Viceré George Curzon, per conto dell'imperatore, insignì Varma della Medaglia d'Oro "Kaiser-i-Hind". 
Gli fu pure dedicato un College per le belle arti a Mavelikkara. Ad oggi varie istituzioni del paese portano il suo nome. Nel 2013 gli è stato intitolato un cratere su Mercurio. Il Governo del Kerala ha istituito il "Raja Ravi Varma Puraskaram", un premio consegnato annualmente a personalità del mondo dell'arte e dello spettacolo.
Ravi Varma è particolarmente noto per aver riportato su tele le storie narrate nel Mahābhārata. Le sue rappresentazioni mitiche contribuirono a far conoscere e ad identificare il patrimonio epico dell'India. Nonostante fu fatto oggetto di critica per il suo stile, il suo lavoro rimane ancor oggi molto popolare in India. Molti dei sue favolosi dipinti sono conservati presso il Palazzo Laxmi Vilas di Baroda, dove egli fu a lungo residente.

## Galleria di opere

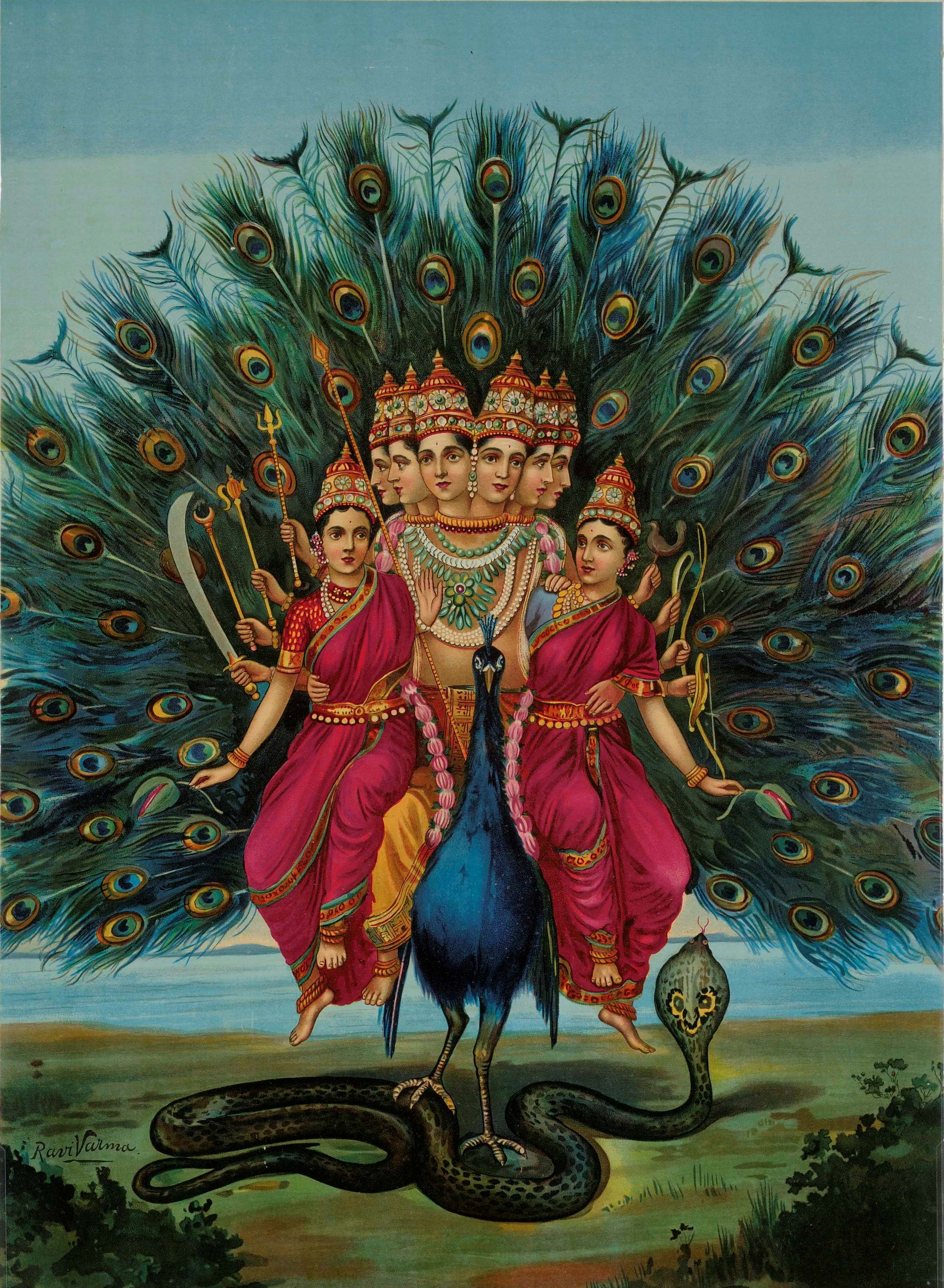
Shri Muruga Perumal
Saraswati
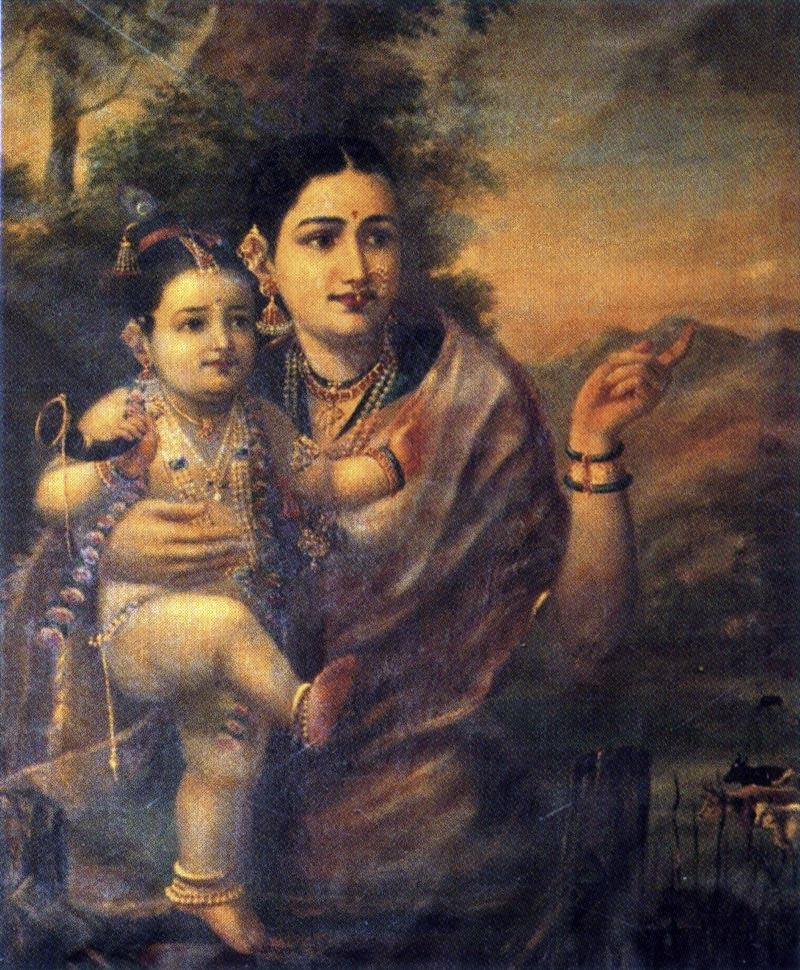
Yasoda with Bala Krishna
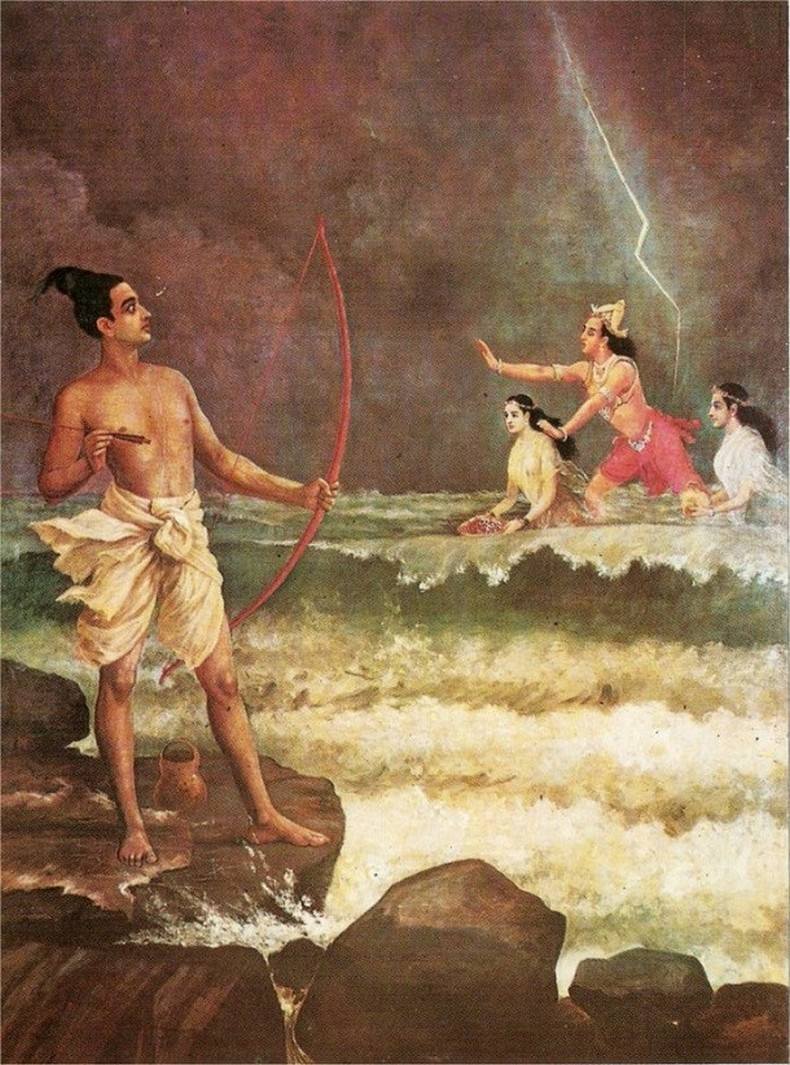
Rama conquers Varuna from Ramayana
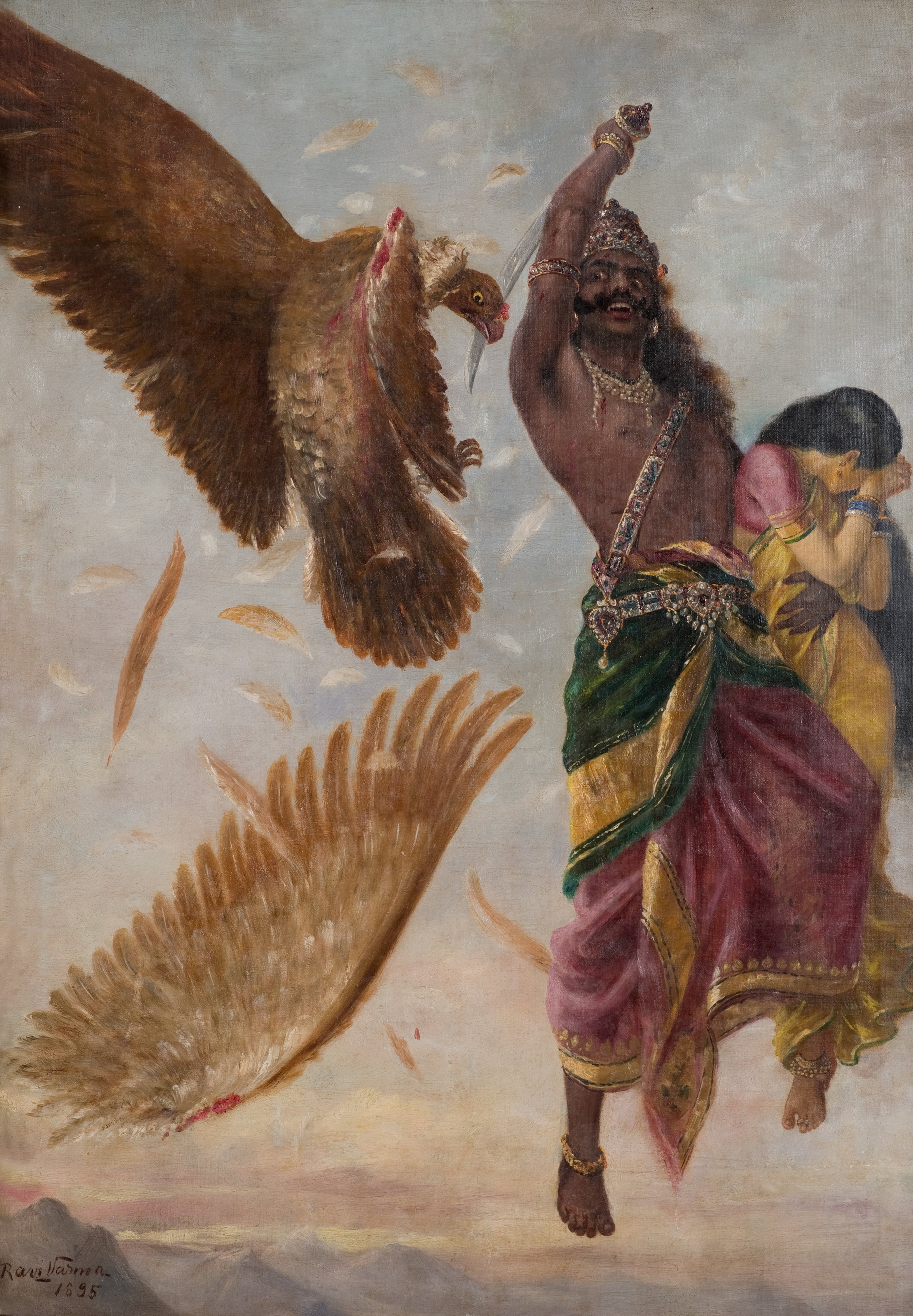
Jatayu struck down by Ravana from Ramayana
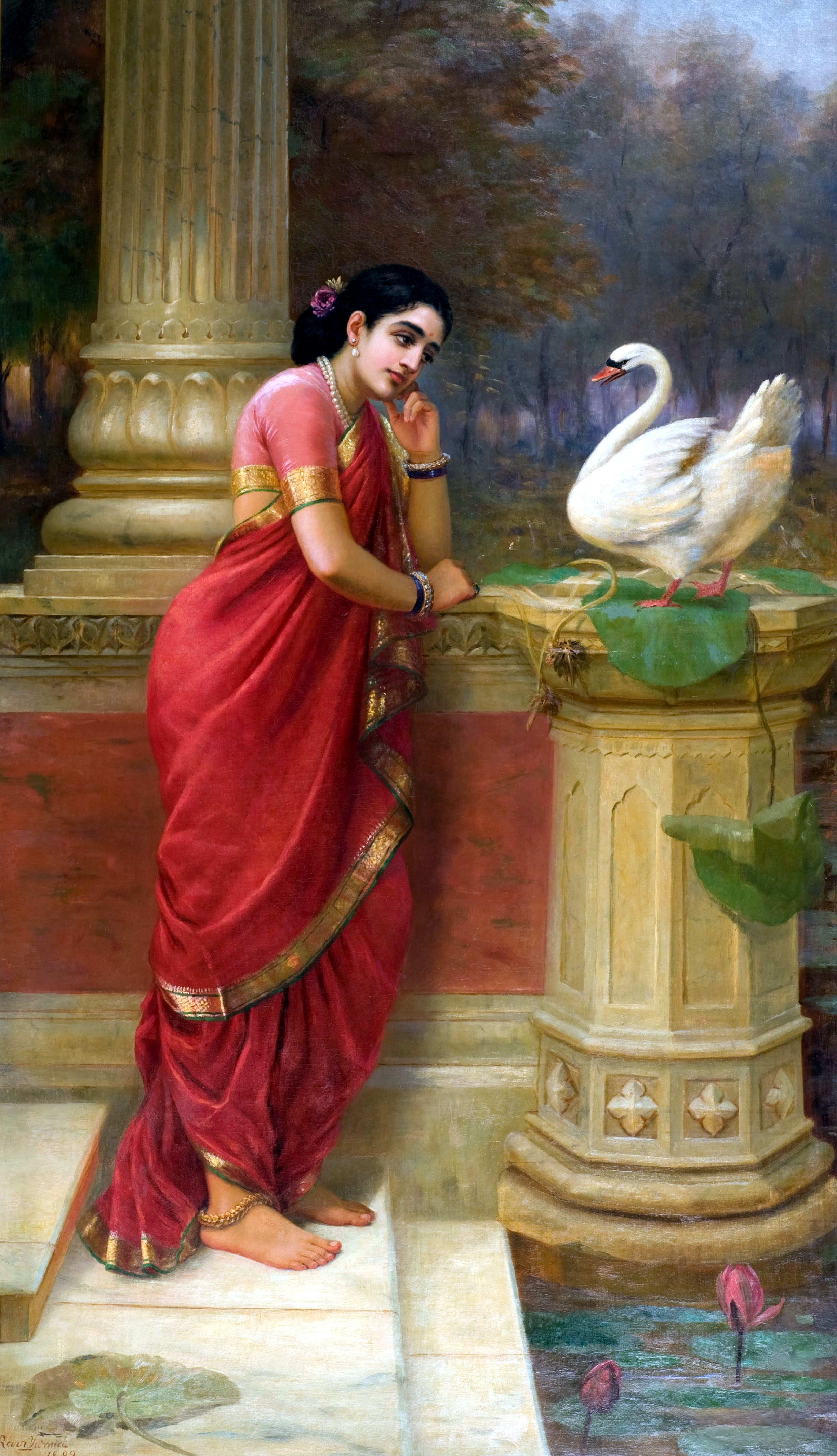
Damayanti from Mahabharata
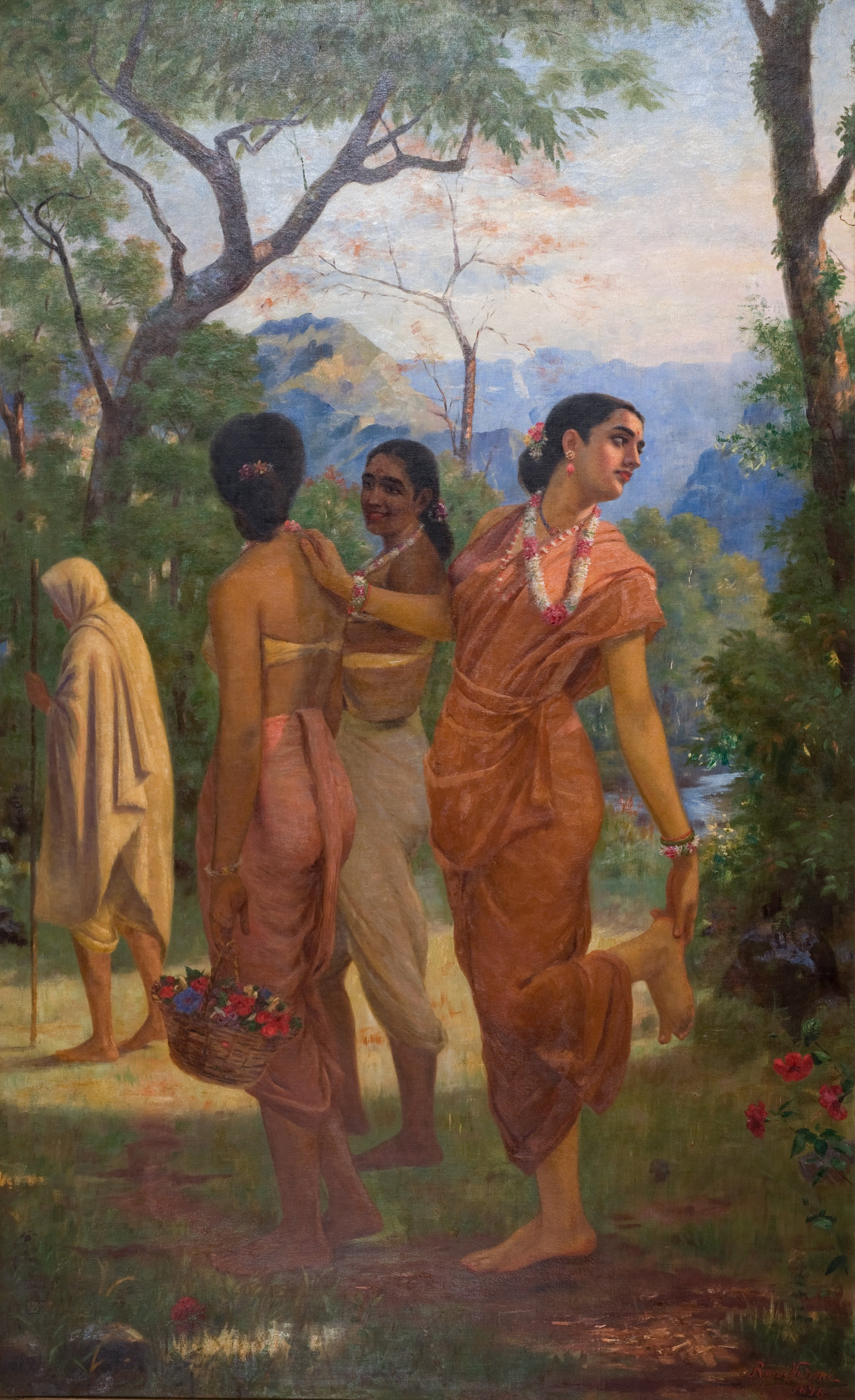
Shakuntala from Mahabharata
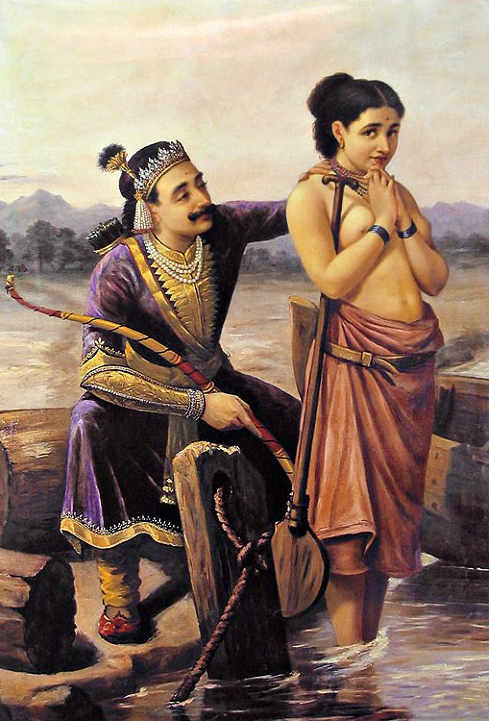
Shantanu and Satyavati from Mahabharata
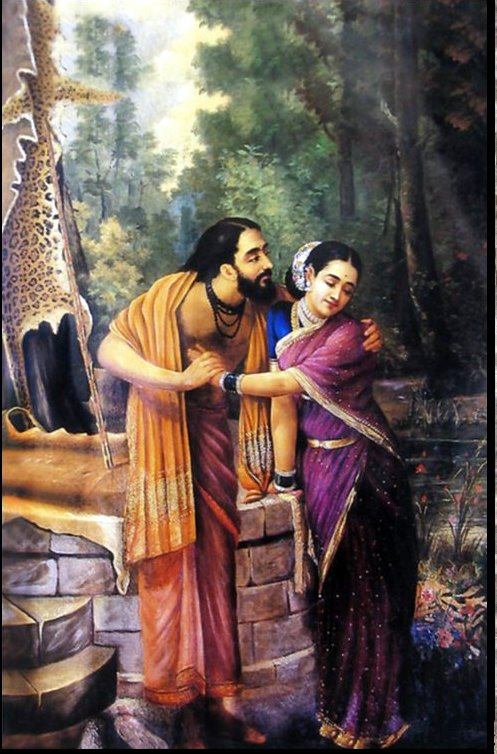
Arjuna and Subhadra from Mahabharata
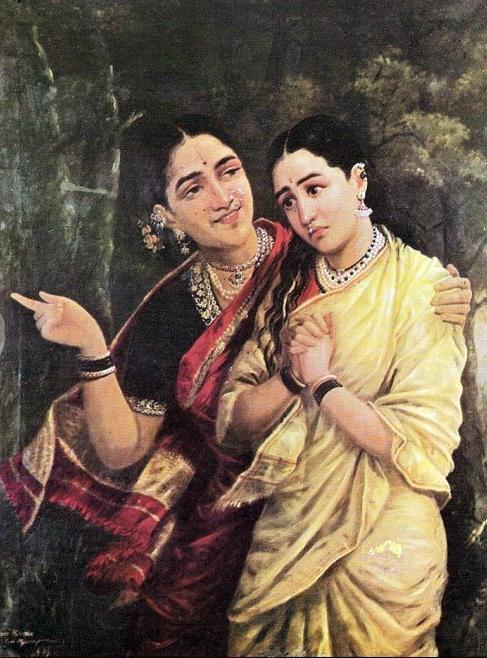
Simhaka and Sairandhri from Mahabharata
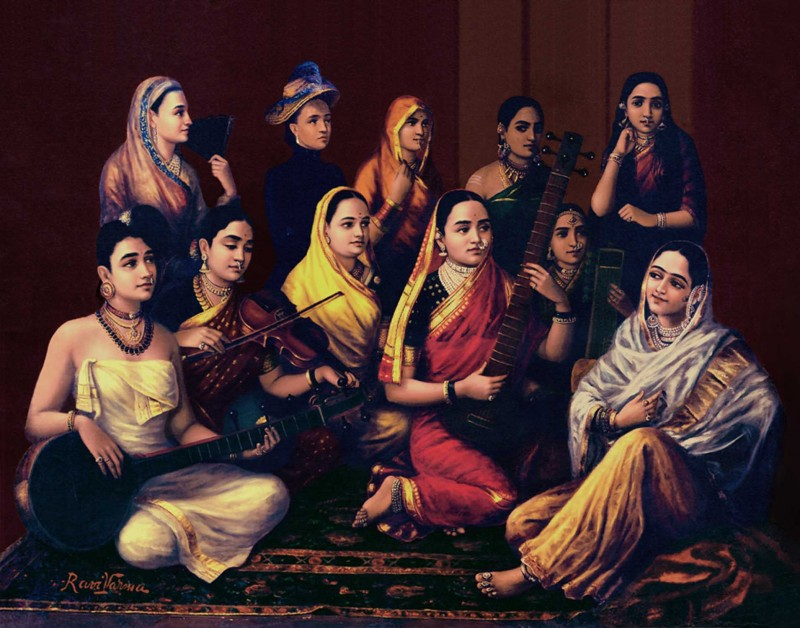
Galaxy of Musicians
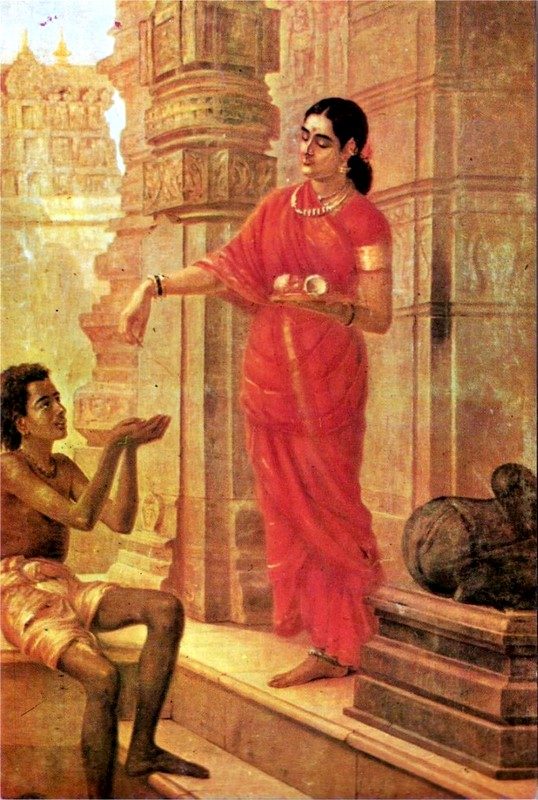
Lady Giving Alms at the Temple
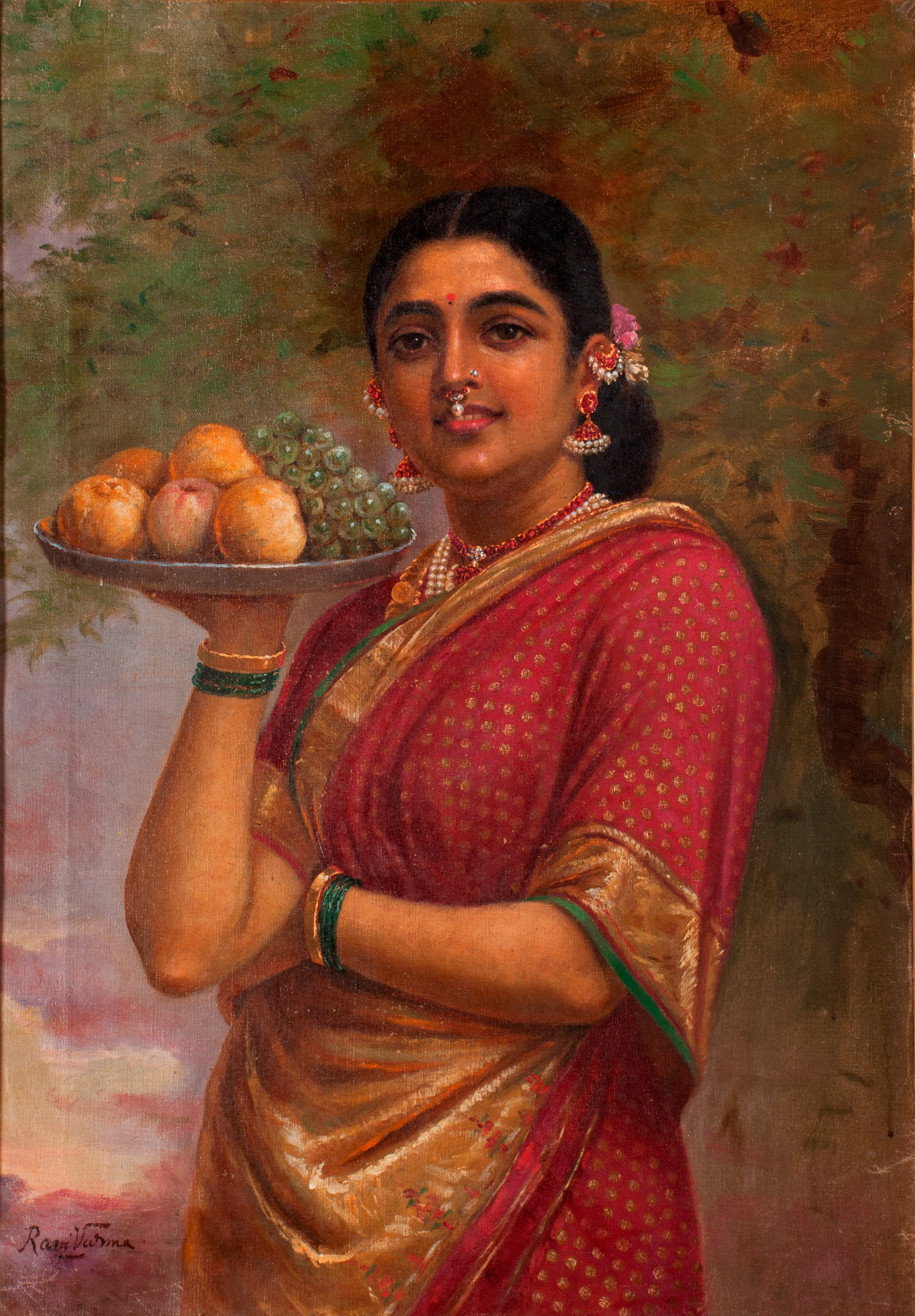
The Maharashtrian Lady
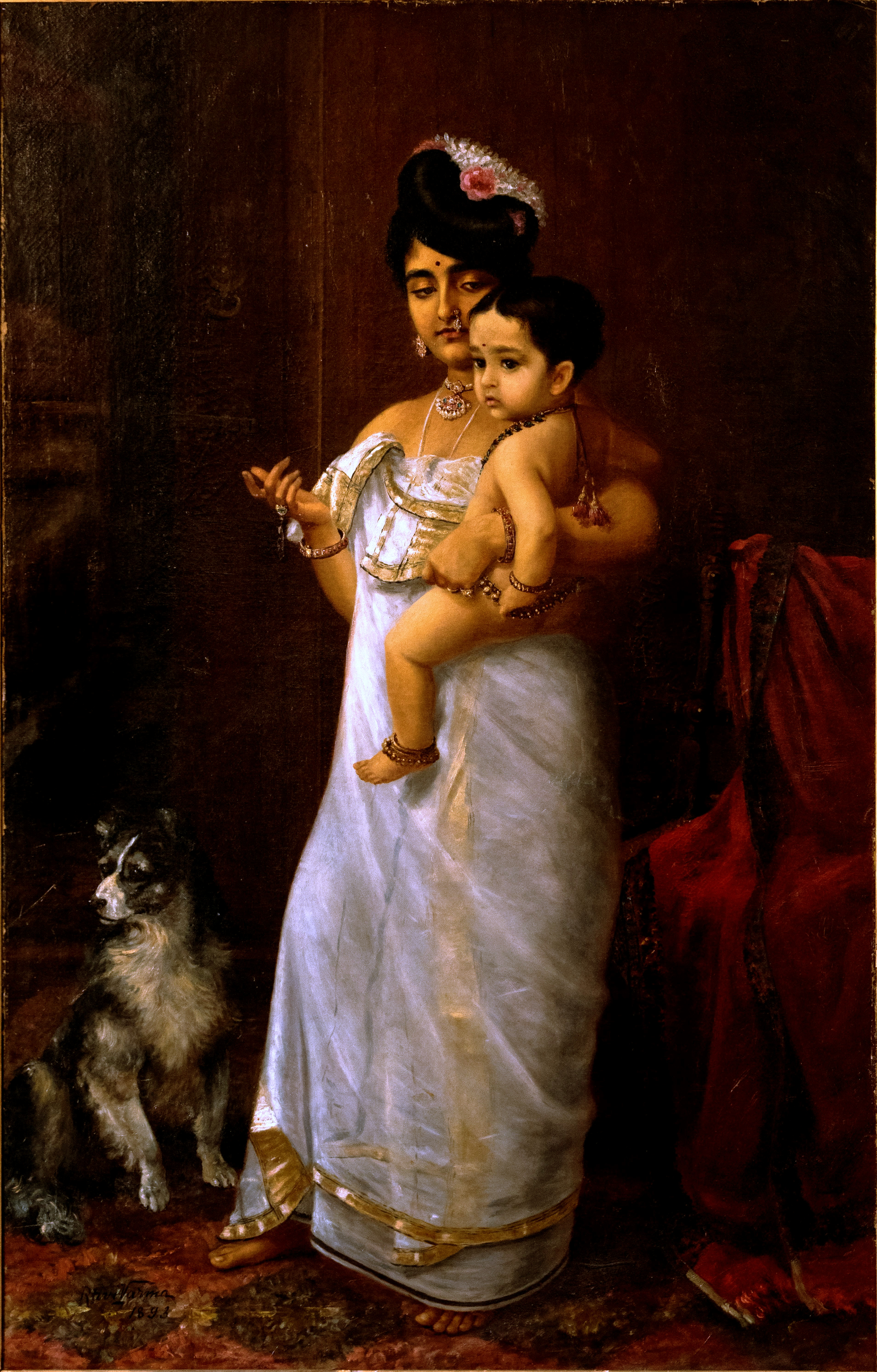
Varma's daughter Mahaprabha with her daughter